# Zámecký vrch (berg)
Zámecký vrch är ett berg i Tjeckien. Det ligger i den östra delen av landet, 210 km öster om huvudstaden Prag. Toppen på Zámecký vrch är 933 meter över havet, eller 68 meter över den omgivande terrängen. Bredden vid basen är 0,85 km. Zámecký vrch ingår i Hrubý Jeseník.
Terrängen runt Zámecký vrch är huvudsakligen kuperad.Runt Zámecký vrch är det ganska tätbefolkat, med 78 invånare per kvadratkilometer. Närmaste större samhälle är Zlaté Hory, 8,5 km nordost om Zámecký vrch. I omgivningarna runt Zámecký vrch växer i huvudsak barrskog.